# Leucosyrinx taludana
Leucosyrinx taludana é uma espécie de gastrópode do gênero Leucosyrinx, pertencente a família Pseudomelatomidae.